# Mjösjön (Ekshärads socken, Värmland)
Mjösjön är en sjö i Hagfors kommun i Värmland och ingår i Göta älvs huvudavrinningsområde. Sjön är 13 meter djup, har en yta på 0,2 kvadratkilometer och befinner sig 203,2 meter över havet.

## Delavrinningsområde
Mjösjön ingår i det delavrinningsområde (667000-136120) som SMHI kallar för Mynnar i Björklången. Medelhöjden är 297 meter över havet och ytan är 12,36 kvadratkilometer. Det finns inga avrinningsområden uppströms utan avrinningsområdet är högsta punkten. Vattendraget som avvattnar avrinningsområdet har biflödesordning 4, vilket innebär att vattnet flödar genom totalt 4 vattendrag innan det når havet efter 360 kilometer. Avrinningsområdet består mestadels av skog (83 procent). Avrinningsområdet har 0,2 kvadratkilometer vattenytor vilket ger det en sjöprocent på 1,6 procent.